# Келце
Кѐлце (на полски: Kielce) е град в Южна Полша, столица на Швентокшиското войводство. Административно е обособен в отделен окръг (повят) с площ 109,65 км2. Също так е административен център на Келецки окръг без да е част от него.

## География
Градът се намира в северната част на историческата област Малополша. Разположен е в подножието на Швентокшиските планини край река Шилница. Отстои на 116 километра североизточно от Краков, на 134 километра източно от Ченстохова, на 80 километра югозападно от Радом и на 185 километра южно от Варшава.

## История
За пръв път селището е споменато в писмен документ през 1081 година.
Получава градски права през 1364 година.

## Население
Населението на града възлиза на 201 815 души (2012 г.). Гъстотата е 1841 души/км2.

## Природа
Източно от града се намира Швентокшиски народен парк.

## Спорт
Градът е дом на футболния клуб Корона (Келце).

## Личности

### Родени в града
- Олгерд Войташевич (1916 – 1995), езиковед китаист, преводач, професор във Варшавския университет
- Лешек Дрогош – полски боксьор, олимпийски медалист
- Едмунд Нижурски – полски писател
- Рафал Олбински – полски художник
- Густав Херлинг-Груджински – полски писател и журналист

## Градове партньори
- Гота, Германия
- Виница, Украйна
- Рамла, Израел
- Чепел (Будапеща), Унгария
- Херлинг, Дания
- Оранж, Франция

## Фотогалерия
- Университет по хуманитарни и природни науки „Ян Кохановски“
- Железопътната гара
- Кметството
- Градският парк
- Театър „Стефан Жеромски“
- Църква „Св. Кръст“
- Улица „Хенрик Сенкевич“
- Катедрала
- Келецки културен център
- Новият стадион